# Ньюмен, Сол
Сол Ньюмен (англ. Saul Newman; род. 22 марта 1972, Лондон, Великобритания) — британский политический философ, писатель, крупный теоретик постанархизма. С 2006 года работает профессором политической теории в Голдсмитс-колледже Лондонского университета.

## Биография

### Образование
В 1993 году получил степень бакалавра в Сиднейском университете, а в 1998 году степень доктора философии по специальности политология в Университете Нового Южного Уэльса.

## Взгляды
Сферу своих научных интересов Ньюмен формулирует так:

Мои научные интересы находятся на стыке постструктурализма и современной политической и социальной теории. Меня интересуют теории власти и идеологии, конструирование политической идентичности, радикальная политика, а также постмарксистские и постанархистские теории.
Оригинальный текст (англ.)My research interests are at the intersections between poststructuralism and contemporary political and social theory. I am interested in theories of power and ideology, the construction of political identities, radical politics, and post-Marxist and post-anarchist theory.
— 
Ньюмен применял термин постанархизм в своих работах как общее обозначение течения в политических философии, которое объединяет основные положения классического анархизма с постструктуралистским и постмодернистским подходом. Этот термин получил широкую известность благодаря его книге 2001 года «От Бакунина к Лакану: антиавторитаризм и дислокация власти[англ.]» (англ. From Bakunin to Lacan: Anti-Authoritarianism and the Dislocation of Power). В своей работе он отвергает ряд традиционных концепций анархизма, включая эссенциализм, представление о «позитивной» человеческой природе и идею революции.

## Основные труды
- Ethnoregional Conflict in Democracies: Mostly Ballots, Rarely Bullets (англ.). — Lanham MD: Bloomsbury Academic, 1996. — 279 p. — ISBN 9780313300394.
- From Bakunin to Lacan: Anti-Authoritarianism and the Dislocation of Power (англ.). — Lanham MD: Lexington Books, 2001. — 208 p. — ISBN 0-7391-0240-0.
- Power and Politics in Poststructuralist Thought: New Theories of the Political (англ.). — London: Routledge, 2005. — 192 p. — ISBN 0-415-36456-6.
- Unstable Universalities: Postmodernity and Radical Politics (англ.). — Manchester: Manchester University Press, 2007. — 225 p. — ISBN 978-0-7190-7128-7.
- Politics Most Unusual: Violence, Sovereignty and Democracy in the 'War on Terror'. (Co-authored with Michael Levine and Damian Cox) (англ.). — New York: Palgrave Macmillan, 2009. — 212 p. — ISBN 978-0230535398.
- The Politics of Post Anarchism (англ.). — Edinburgh: University of Edinburgh Press, 2010. — 208 p. — ISBN 978-0748634965.
- Max Stirner (англ.). — Houndmills, Basingstoke, Hampshire, UK; New York: Palgrave Macmillan, 2011. — 245 p. — ISBN 978-0-230-28335-0.
- Postanarchism (англ.). — London: Polity, 2015. — 180 p. — ISBN 978-0745688749.
- Political Theology (англ.). — London: Polity, 2018. — 180 p. — ISBN 978-1509528400.
- Post-Truth Populism: A New Political Paradigm (Palgrave Studies in European Political Sociology) (англ.). — Palgrave Macmillan, 2024. — 360 p. — ISBN 978-3031641770.